# Усть-Тавда
Усть-Тавда — посёлок в Ярковском районе Тюменской области России. Входит в состав Плехановского сельского поселения. В посёлке расположена железнодорожная станция Усть-Тавда.

## История
В 1968 году при строительстве железной дороги Тюмень — Сургут был заложен посёлок. Название посёлок получил по станции Усть-Тавда. Строительство вели военные.
Так как станция получила название по расположению в устье реки Тавды, то можно говорить, что и посёлок получил название по реке.
Возле железной дороги были возведены щитовые дома, баня, военторг для войсковой части. В 1969 году в/ч переводят в Тобольск.
В 1971 году строятся столовая, дома № 1, 2, 3, отделение временной эксплуатации и ПЧ-28. Затем строятся детский сад, ясли и сельский клуб. В 1972 году возводится школа № 67 Свердловской железной дороги. Затем вводятся в строй: комбинат бытового обслуживания (КБО), почта, магазин.
В 1972 году открывается ж/д вокзал станции Усть-Тавда.
В 2020 году произошло открытие памятника участниками ВОВ. Деньги на строительство выделило руководство железной дороги.

## География
Посёлок находится на западе Тюменской области, в пределах Западно-Сибирской низменности, в подтаёжной зоне, вблизи места впадения реки Тавды в Тобол, при железнодорожной линии Тюмень-Северная — Ульт-Ягун, на расстоянии примерно 40 километров (по прямой) к северо-северо-востоку от села Ярково, административного центра района.

### Климат
Климат континентальный с холодной продолжительной зимой и тёплым относительно коротким летом. Средняя температура воздуха самого холодного месяца (января) — −19 °C (абсолютный минимум — −53 °C); самого тёплого месяца (июля) — 18 °C (абсолютный максимум — 34 °С). Продолжительность периода с устойчивыми морозами около 140 дней. Среднегодовое количество атмосферных осадков составляет 400—450 мм, из которых 310 мм выпадает в тёплый период. Продолжительность залегания снежного покрова составляет в среднем 160 дней.

### Часовой пояс
Посёлок Усть-Тавда, как и вся Тюменская область, находится в часовой зоне МСК+2. Смещение применяемого времени относительно UTC составляет +5:00.

## Население
| 2010 |
| ---- |
| 405  |

### Половой состав
По данным Всероссийской переписи населения 2010 года в половой структуре населения мужчины составляли 48,6 %, женщины — соответственно 51,4 %.

### Национальный состав
Согласно результатам переписи 2002 года, в национальной структуре населения татары составляли 55 % из 464 чел., русские — 41 %.